# Hortolans a la provençal
Els hortolans a la provençal (en francès ortolans à la provençale) són unes menges de les quals Alexandre Dumas dona la recepta al seu Grand livre de la cuisine aparegut l'any 1873. La caça i la comercialització d'hortolans és prohibida des de la fi del segle xx, i la manera de preparar aquest plat ha entrat a la història de la gastronomia tot sortint dels plats dels gurmets.

## Recepta històrica
El novel·lista Alexandre Dumas deixà escrita entre d'altres aquesta recepta consagrada amb hortolans:
| «                                            | (català) Preneu tantes tòfones grans com pugueu trobar; agafeu tants ortolans com tingueu tòfones, talleu-los per la meitat, caveu un lloc per al vostre ortolà, col·loqueu-lo, embolicat en un bard doble prim de pernil cru, lleugerament humitejat amb un coulis d’anxoves; guarniu les vostres tòfones amb un farciment compost de foie gras i medul·la de vedella: lligueu-les perquè els vostres ortolans no puguin sortir. Emmagatzemeu les tòfones guarnides amb hortolans en una paella; cobriu-ho amb mitja ampolla de vi de Madeira i la mateixa quantitat de mirepoix; coeu-ho durant vint minuts en una paella tapada; escorreu les tòfones, passeu el fons pel sedàs, desgreixeu i reduïu a la meitat; afegir "espagnole" i reduir fins que la salsa cobreixi la cullera, passar-les per una gasa, donar forma a les tòfones en una mata i servir la salsa per separat. | (francès) Prenez autant de grosses truffes que vous en pourrez trouver ; prenez autant d'ortolans que vous aurez de truffes, coupez vos truffes en deux, creusez-y une place pour votre ortolan, placez-le, enveloppé d'une double barde très mince de jambon cru, légèrement humectée d'un coulis d'anchois ; garnissez vos truffes d'une farce composée de foies gras et de moelle de bœuf : liez-les de façon que vos ortolans n'en puissent sortir. Rangez vos truffes garnies d'ortolans dans une casserole à glacer ; mouillez avec une demi-bouteille de vin de Madère et même quantité de mirepoix ; faites cuire pendant vingt minutes à casserole couverte ; égouttez les truffes, passez le fond à travers le tamis de soie, dégraissez et faites réduire de moitié ; ajoutez de l'espagnole et faites réduire jusqu'à ce que la sauce masque la cuiller, passez-les à l'étamine, dressez vos truffes en buisson, et servez la sauce à part. | » |
| — Le grand dictionnaire de cuisine - Ortolan | | |   |

## Mitologia

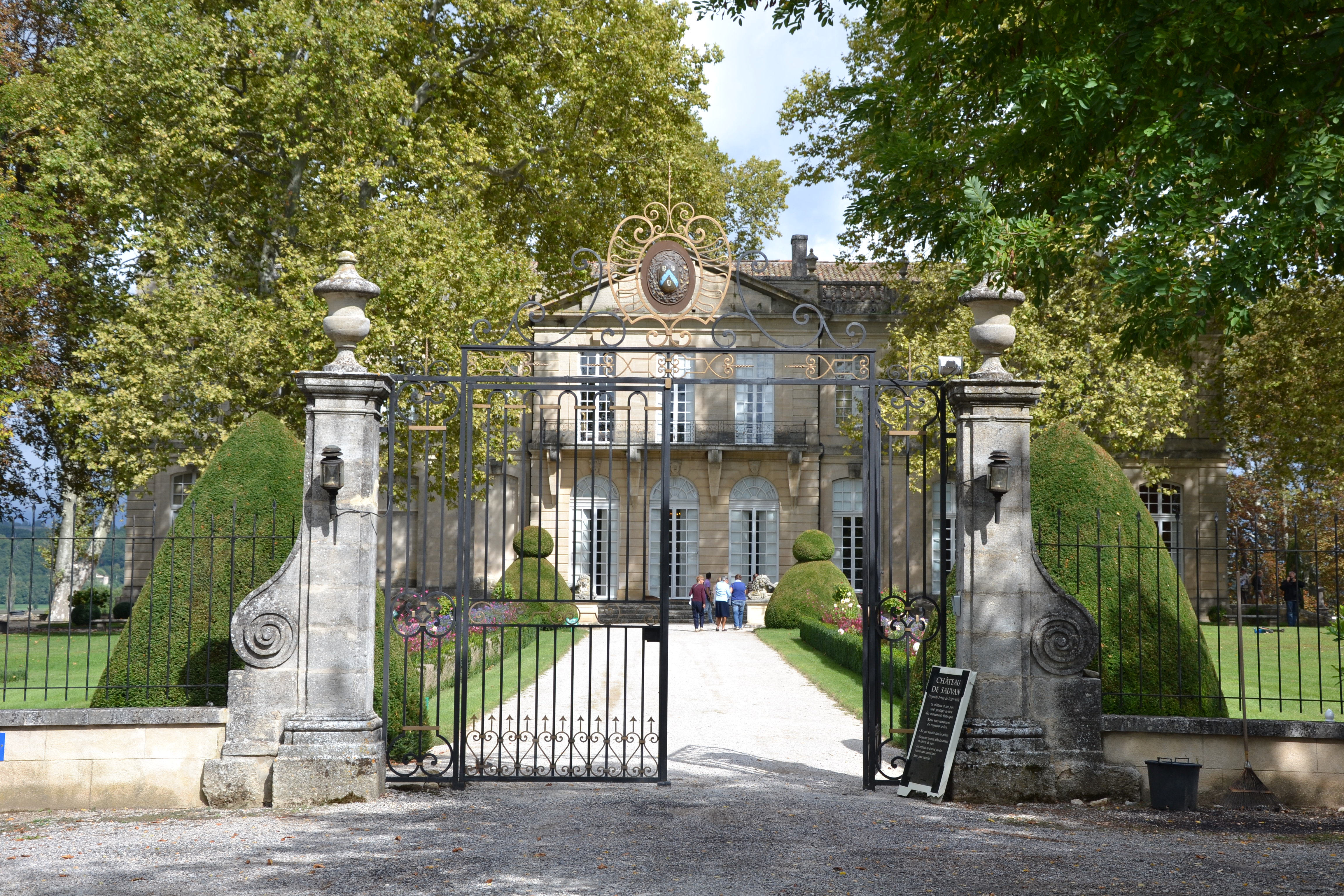
Entrada del castell de Sauvan a Mane.

Aquesta recepta és totalment ignorada per Jean-Baptiste Reboul que no en parla pas a la seva Cuinera provençal, treball no obstant això publicat l'any 1897, un segle després que fos editat el Grand livre de la cuisine (1873). Gilles i Bleuzen de Pontavice, citant in extenso la recepta de Dumas al capítol consagrat al castell de Sauvan a Mane, expressaren els seus dubtes concloent: «Tingueu en compte que les tòfones han de ser molt grans o els ortolans molt petits.»
En canvi sí que farien referència a la recepta Pierre Magnan que, a la seva obra La Bogeria Forcalquier, narrà la recepta d'hortalans a l'encontre anual amb el comte Pons a Sauvan — — on cada comensal es camuflava sota un cèrcol de vímet guarnit de lli per degustar els «ocellets». El novel·lista comentaria que: Tot Forcalquier i el seu terreny es van aixecar a les meves fosses nasals amb un aroma sublim i, malgrat la meva pietat per aquests sacrificats ocells, mai no ho hauria d’oblidar.

## Realitat
Jean-Marie Decorse, a un article que signà a La Dépêche du Midi en data del 14 de setembre de 2006 escriví al preàmbul:
| «                                                                            | (català) No som al país de Giono, sinó al sud-oest. També aquí, la felicitat del caçador està en el seu punt àlgid quan li parlem d’hortolans al seu sofà, un plat que sempre ha aparegut a la taula dels emperadors. Als seus menús preferits, Alexandre Dumas situà els hortolans provençals al mateix lloc que el gall d'indi farcit de tòfones del Périgord, les guatlles trufades amb medul·la o els espinacs amb greix de guatlla. | (francès) On n'est pas au pays de Giono, mais bien dans le Sud-Ouest. Ici aussi, le bonheur du chasseur est à son comble quand on lui parle d'ortolan sur canapé, mets qui a toujours figuré sur la table des empereurs. Dans ses menus préférés, Alexandre Dumas place les ortolans à la provençale à la même place que le dindon bourré de truffes du Périgord, la caille truffée à la moelle ou bien les épinards à la graisse de caille | » |
| — Chasse. Ortolans : les fins palais les achètent à prix d'or - ladepeche.fr | | |   |

A la taula imperial se substituïren la taula presidencial i la taula ministerial. Catherine Coroller, el 9 de gener de 1997, mostrava que François Mitterrand i Alain Juppé, llavors primer ministre, eren grans aficionats a menjar hortolans. El president hauria degustat hortolans en el moment del seu últim réveillon, el 31 de desembre de 1995. Pel que fa a Alain Juppé, a una entrevista datada del 23 de desembre de 1996, confessava haver sacrificat en el ritual típic de la recepta, els petits ocells. El primer ministre es justificava explicant:
| «                                                                                           | (català) El que és divertit quant als hortolans, és que és prohibit de caçar-los i de comercialitzar-los, però, als bons llocs, se'n troben sempre. | (francès) Ce qui est amusant au sujet des ortolans, c'est qu'il est interdit de les chasser et de les commercialiser mais, dans les bons endroits, on en trouve toujours. | » |
| — Le paradoxe de l'ortolan. Apprécié de Juppé et Mitterrand, l'oiseau n'est ni - Libération | | |   |

Avui dia, el bruant ortolan o hortolà ha estat classificat espècie protegida pel decret del 5 de març de 1999 del govern francès.

## Conclusió
La revista de premsa de la Mission Agrobiosciences del 3 de setembre de 2007 precisà:
| «                                                      | (català) Els hortolans, ocells molt preuats dels gurmets, però protegits, són capturats per tal de ser adobats i podrien revendre's a 100 i 150 euros la peça als més grans restauradors. | (francès) Les ortolans, oiseaux très prisés des gourmets mais protégés, sont capturés afin d’être engraissés et pourraient se revendre 100 à 150 euros pièce aux plus grands restaurateurs. | » |
| — Les ortolans de la colère. (Article revue de presse) | | |   |